# Power Rangers Cosmic Fury
Power Rangers Cosmic Fury è una serie televisiva statunitense, la trentesima del franchise Power Rangers nonché terza ed ultima stagione di Power Rangers Dino Fury. È stata distribuita su Netflix a livello internazionale ed è composta da 10 episodi disponibili sulla piattaforma dal 29 settembre 2023. È basata sulla serie di Super Sentai intitolata Uchu Sentai Kyuranger.

## Trama
In seguito al ritorno di Lord Zedd, i Power Rangers Cosmic Fury si riuniscono per sconfiggerlo con nuovi poteri.

## Personaggi e interpreti

### Rangers
- Zayto, interpretato da Russell Curry, doppiato da Alessandro Lussiana.
Zenith Dino Fury Ranger / Zenith Cosmic Fury Ranger / Zenith Morphin Master.
- Amelia Jones, interpretata da Hunter Deno, doppiata da Elisa Contestabile.
 Pink Dino Fury Ranger / Red Cosmic Fury Ranger.
- Ollie Akana, interpretato da Kai Moya, doppiato da Andrea Oldani.
Blue Dino Fury Ranger / the Evil Blue Dino Fury Ranger / Blue Cosmic Fury Ranger.
- Izzy Garcia, interpretata da Tessa Rao, doppiata da Elisa Giorgio.
Green Dino Fury Ranger / Green Cosmic Fury Ranger.
- Javier "Javi" Garcia, interpretato da Chance Perez, doppiato da Paolo Carenzo.
Black Dino Fury Ranger / Black Cosmic Fury Ranger.
- Aiyon, interpretato da Jordon T. Fite, doppiato da Renato Novara.
Gold Dino Fury Ranger / Gold Cosmic Fury Ranger.
- Fern, interpretata da Jacqueline Jones, doppiata da Giada Sabellico.
Orange Cosmic Fury Ranger.
- Billy Cranston, interpretato da David Yost, doppiato da Claudio Ridolfo.
Mighty Morphin Blue Ranger.
- Heckyl, interpretato da Ryan Carter, doppiato da Jacopo Calatroni.
Dino Charge Dark Ranger.
- Mick Kanic, interpretato da Kelson Henderson, doppiato da Francesco Mei.
Ninja Steel Red Ranger II.

### Personaggi secondari
- Ed " Pop-Pop" Jones, interpretato da Greg Johnson, doppiato da Marco Balzarotti.
- Solon, interpretata da Josephine Davison, doppiata da Elena Canone.
- Tarrick, interpretato da Jared Turner, doppiato da Mattia Bressan.
- Dr. Lani Akana, interpretata da Shavaughn Ruakere, doppiata da Simona Biasetti.
- Jane Fairview, interpretata da Kira Josephson, doppiata da Beatrice Caggiula.
- J-Borg, interpretata da Victoria Abbott, doppiata da Jolanda Granato.
- Carlos Garcia, interpretato da Blair Strang, doppiato da Luca Ghignone.

### Antagonisti
- Lord Zedd, doppiato in originale da Fred Tatasciore e in italiano da Gianluca Iacono.
- Bajillia Naire, doppiata in originale da Amanda Billing e in italiano da Simona Biasetti.
- Squillia, doppiata in originale da Brooke Williams e in italiano da Gaia Chiaro.
- Doodrip, doppiato in originale da Mark Wright.
- Scrozzle, doppiato in originale da Campbell Cooley.
- Inkworth, doppiato in originale da Chris Howden.

## Episodi
| Stagione       | Episodi | Distribuzione USA | Distribuzione Italia |
| -------------- | ------- | ----------------- | -------------------- |
| Prima stagione | 10      | 2023              | 2023                 |